# Софьино (Башкортостан)
Со́фьино (баш. Софья) — деревня в Гафурийском районе Республики Башкортостан Российской Федерации. Входит в состав Белоозерского сельсовета. 

## География

### Географическое положение
Расстояние до:
- районного центра (Красноусольский): 30 км,
- центра сельсовета (Белое Озеро): 5 км,
- ближайшей ж/д станции (Белое Озеро): 5 км.

## Население
| 2002 | 2009 | 2010 |
| ---- | ---- | ---- |
| 20   | ↘19  | ↘6   |

### Национальный состав
Согласно переписи 2002 года, преобладающая национальность — русские (75 %).

## Транспорт
В деревне расположен остановочный пункт 95 км Куйбышевской железной дороги (линия Карламан - Мурапталово). Имеется ежедневное пассажирское пригородное сообщение со станциями Стерлитамак, Карламан и Уфа.